# Zofia Czeska-Maciejowska
Zofia Czeska-Maciejowska (Budziszowice, 1584 – Cracovia, 1º aprile 1650) è stata una religiosa polacca, fondatrice della congregazione delle Vergini della Presentazione della Beata Vergine Maria. È stata beatificata nel 2013.

## Biografia
Zofia (in italiano Sofia) nacque nel 1584 nel villaggio di Budziszowice, circa 60 km a nordest di Cracovia. I genitori erano nobili e possedevano proprietà terriere nella regione della Piccola Polonia. Il cognome di nascita era Maciejowska (Zofia Maciejowska).
A 16 anni sposò il nobile Jan Czeski, prendendone il cognome. Il matrimonio però durò poco e non fu fecondo: Sofia rimase vedova a 22 anni, senza figli. Già durante quei brevi anni aveva cominciato a dedicarsi alle opere di carità e dopo la morte del marito non volle risposarsi, dedicandosi interamente ai bisognosi, grazie ai consistenti beni di cui disponeva.
In particolare, la sua attenzione si rivolse alle ragazze orfane o povere. Comprò una casa a Cracovia e a partire dal 1621 la destinò a scuola per tali ragazze, con l'aiuto e la protezione del vescovo di Cracovia e del re di Polonia.
Successivamente Sofia volle creare, come necessario complemento dell'istituto scolastico, una congregazione di suore, denominata Congregazione delle Vergini della Presentazione della Beata Vergine Maria, la cui spiritualità dà speciale importanza all'adorazione eucaristica e alla devozione mariana.
Sofia morì però nel 1650 a Cracovia, il 1º aprile, a sessantasei anni, senza aver visto completati gli atti formali per la nuova congregazione. Gli statuti furono approvati da parte del vescovo di Cracovia solo nel 1660 (più tardi furono approvati anche dalla Santa Sede).

## Culto

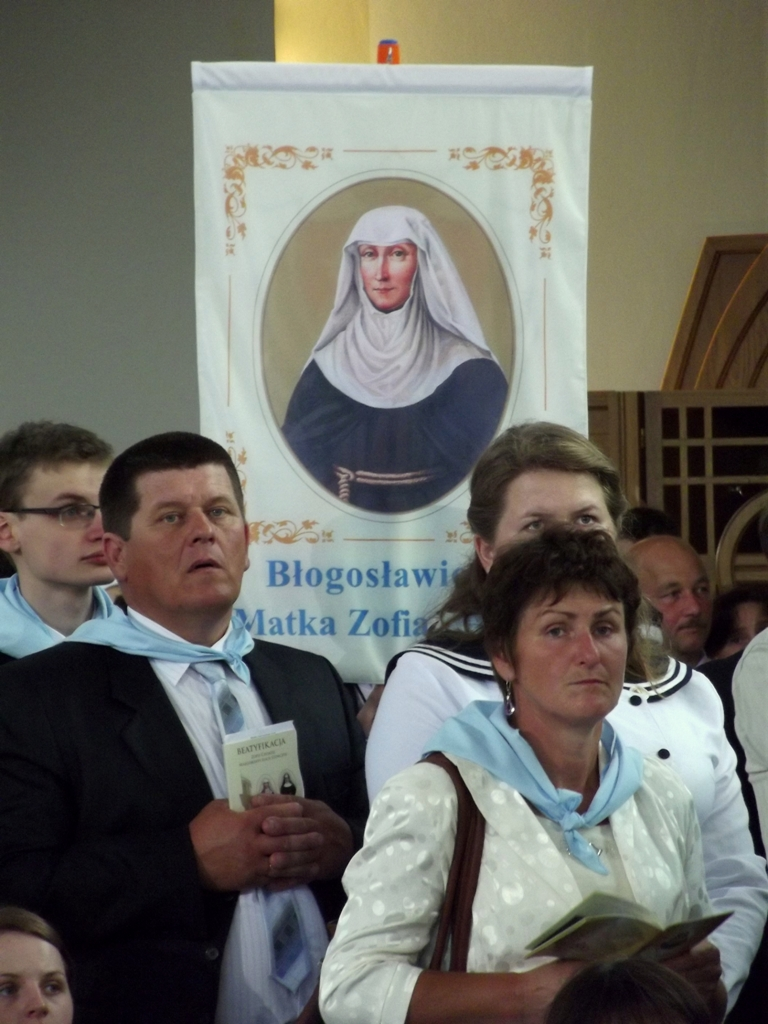
Un'immagine di Zofia Czeska durante la cerimonia di beatificazione

Zofia Czeska-Maciejowska è considerata beata dalla Chiesa Cattolica.
La fase diocesana del processo di beatificazione fu aperta dal cardinale Macharski il 1º aprile 1995. Il 2 giugno 1995 papa Giovanni Paolo II autorizzò l'uso del titolo di "serva di Dio". Dopo aver superato anche le valutazioni della Congregazione delle Cause dei Santi, Sofia fu dichiarata "venerabile" da papa Benedetto XVI nel 2011.
Nel frattempo era stato esaminato un miracolo attribuito alla sua intercessione, che ottenne il riconoscimento del papa (sempre Benedetto XVI) nel 2012. Essendo compiuti tutti i passi necessari, Benedetto XVI stabilì che la celebrazione di beatificazione si sarebbe tenuta nel giugno 2013.
La cerimonia di beatificazione si svolse a Cracovia il 9 giugno 2013 e fu presieduta dal cardinale Angelo Amato in rappresentanza di papa Francesco.